# Міністерство соціальної рівності Ізраїлю
Міністерство соціальної рівності Ізраїлю (івр. המשרד לשוויון חברתי) — урядова установа Ізраїлю, яка контролює питання соціальної рівності в Ізраїлі. До серпня 2015 року було відоме як Міністерство у справах пенсіонерів. Посаду міністра було створено після коаліційної угоди між «Кадімою» та «Ґіль» (Партією пенсіонерів) після виборів 2006 року, хоча саме міністерство було сформовано Кнесетом лише після голосування за схвалення, яке відбулось 25 липня 2007 року.